# Автодорога A-16 (Казахстан)
A16 — автомобильная дорога Казахстана, протяжённостью 940 км. Дорога соединяет Жезказган с Петропавловском.

## Маршрут
| Жезказган | → | Аркалык | → | Державинск | → | Есиль | → | Петропавловск |